# سامي خاطر
سامي خاطر فلسطيني وعضو المكتب السياسي لحركة حماس من مواليد قرية عقربة قضاء نابلس عام 1949 وهو حاصل على بكالوريوس في الاقتصاد والعلوم السياسية من بغداد عام 1972، متزوج وله خمسة من الأبناء.

## أعمال ونشاطات
عمل بعد تخرجه في دولة الكويت وظلّ يعمل فيها حتى أزمة الخليج عام 1990. وعمل مديراً للتحرير في مجلة نفط العرب من عام 1970م - 1975م، وعمل باحثاً إعلاميا في عدة مؤسسات إعلامية منها وزارة الإعلام الكويتية ووكالة الأنباء الكويتية بالفترة بين 1975م إلى 1990م، وعمل رئيساً للقسم السياسي في عدّة صحف ومجلات، وكان المحرر السياسي لمجلة المجتمع الكويتية بالفترة من عام 1979م إلى 1986.
ألقى العديد من المحاضرات السياسية المتخصصة بالقضية الفلسطينية والسياسة الدولية والعدو الصهيوني، في مؤتمرات وندوات، ودورات، وملتقيات في عدة دول عربية وإسلامية وأجنبية.
قام بإعداد وتصميم العديد من الدورات السياسية والإعلامية. وشارك في إعداد أبحاث سياسية متخصصة وندوات أكاديمية.
يعد من الجيل المؤسس في حركة المقاومة الإسلامية (حماس). تفرغ للعمل مع حركة حماس منذ بداية عام 1990م، وأشرف على تأسيس أقسام العمل السياسي في الحركة منذ بدايات نشأتها.
وشارك في وفود الحركة الرسمية إلى الدول والمنظمات والهيئات المختلفة. ويعتبر من المشاركين الرئيسيين في بلورة صياغة وثائق حماس السياسية وبرنامجها السياسي.
وكان عضو مجلس أمناء مؤسسة القدس الدولية، وعضو المؤتمر القومي الإسلامي.

## اعتقالات
اعتقل في 25/12/1995 في العاصمة الأردنية عمان، ثم اعتقل بها مرة أخرى في 30/8/1999، حيث أبعد مع عدد من قيادات الحركة إلى العاصمة القطرية الدوحة، وهم (خالد مشعل-إبراهيم غوشة-عزت الرشق). ثم أقام بالدوحة حتى بداية عام 2001م، ثم غادرها إلى سوريا وبقي فيها حتى شهر يناير عام 2012، ثم غادرها إلى الدوحة منذ ذلك الوقت.